# Хмельники (Палехский район)
Хме́льники — деревня в Палехском районе Ивановской области России. Входит в Раменское сельское поселение.

## География
Находится в юго-западной части Палехского района, в 10,3 км к юго-западу от Палеха (14,4 км по автодорогам).

## История
В 2005—2009 деревня относилась к Тименскому сельскому поселению.

## Население
| 1859 | 1905 | 2010 |
| ---- | ---- | ---- |
| 129  | ↘96  | ↘3   |